# Park Kyung-mo
Park Kyung-mo (15 de agosto de 1975) é um arqueiro sul-coreano, bicampeão olímpico, campeão mundial. Ex-número 1 do mundo.

## Carreira
Park Kyung-mo representou seu país nos Jogos Olímpicos em 2004 e 2008, ganhando a medalha de ouro por equipes em 2004 e 2008.